# Bingoal WB/2023
Deze pagina geeft een overzicht van de Bingoal Pauwels Sauces WB-wielerploeg in 2023.

## Algemene gegevens
Sponsors: Bingoal, Pauwels Sauzen
Teammanager: Christophe Brandt
Ploegleiders: Sebastien Demarbaix, Christophe Detilloux, Olivier Kaisen, Julien Stassen, Jean-Denis Vandenbroucke
Fietsmerk: De Rosa
Kleding: Vermarc

## Renners
| Naam                     | Geboortedatum | Nationaliteit | Ploeg 2022                                 |
| ------------------------ | ------------- | ------------- | ------------------------------------------ |
| Louis Blouwe             | 19-11-1999    | België        |                                            |
| Dorian De Maeght         | 13-08-1997    | België        |                                            |
| Floris De Tier           | 20-01-1992    | België        | Alpecin-Deceuninck                         |
| Ceriel Desal             | 20-10-1999    | België        |                                            |
| Alexis Guerin            | 06-06-1992    | Frankrijk     | Team Vorarlberg                            |
| Karl Patrick Lauk        | 09-01-1997    | Estland       |                                            |
| Matteo Malucelli         | 20-10-1993    | Italië        | China Glory Continental Cycling Team       |
| Johan Meens              | 07-07-1999    | België        |                                            |
| Julian Mertens           | 06-10-1997    | België        | Sport Vlaanderen-Baloise                   |
| Rémy Mertz               | 17-07-1995    | België        |                                            |
| Dimitri Peyskens         | 26-11-1991    | België        |                                            |
| Ludovic Robeet           | 22-05-1994    | België        |                                            |
| Alexander Salby          | 04-06-1998    | Denemarken    | Riwal Cycling Team                         |
| Lennert Teugels          | 09-04-1993    | België        | Tarteletto-Isorex                          |
| Marco Tizza              | 06-02-1992    | Italië        |                                            |
| Luca Van Boven           | 06-01-2000    | België        | Lotto-Soudal U23                           |
| Aaron Van Der Beken      | 13-11-2000    | België        | Lotto-Soudal U23                           |
| Guillaume Van Keirsbulck | 14-02-1991    | België        | Alpecin-Deceuninck                         |
| Kenneth Van Rooy         | 08-10-1993    | België        | Sport Vlaanderen-Baloise                   |
| Nathan Vandepitte        | 30-03-2000    | Frankrijk     | Bingoal Pauwels Sauces WB Development Team |

### Stagiairs
Per 1 augustus 2023
| Naam           | Geboortedatum | Nationaliteit | Vorige ploeg            |
| -------------- | ------------- | ------------- | ----------------------- |
| Louka Matthys  | 31-12-1999    | België        | CC Nogent-sur-Oise      |
| Davide Persico | 1-4-2001      | Italië        | Team Colpack Ballan CSB |

### Vertrokken
| Naam                  | Geboortedatum | Nationaliteit | Ploeg 2023                       |
| --------------------- | ------------- | ------------- | -------------------------------- |
| Stanisław Aniołkowski | 20-01-1997    | Polen         | Human Powered Health             |
| Timothy Dupont        | 01-11-1987    | België        | Tarteletto-Isorex                |
| Arjen Livyns          | 01-09-1994    | België        | Lotto-Dstny                      |
| Milan Menten          | 31-10-1996    | België        | Lotto-Dstny                      |
| Kenny Molly           | 24-12-1996    | België        | Go Sport-Roubaix Lille Métropole |
| Mathijs Paasschens    | 18-03-1996    | Nederland     | Lotto-Dstny                      |
| Tom Paquot            | 22-09-1999    | België        | Intermarché-Circus-Wanty         |
| Laurenz Rex           | 15-12-1999    | België        | Intermarché-Circus-Wanty         |
| Bas Tietema           | 29-01-1995    | Nederland     | TDT-Unibet Cycling Team          |
| Quentin Venner        | 15-06-1999    | België        | Gestopt                          |
| Attilio Viviani       | 18-10-1996    | Italië        | Team Corratec                    |
| Luc Wirtgen           | 07-07-1998    | Luxemburg     | Tudor Pro Cycling Team           |
| Tom Wirtgen           | 05-03-1996    | Luxemburg     | Global 6 Cycling                 |

## Overwinningen
| Nationale kampioenschappen wielrennen Estland – wegwedstrijd: Karl Patrick Lauk La Tropicale Amissa Bongo 6e etappe: Karl Patrick Lauk 7e etappe: Alexander Salby Bergklassement: Lennert Teugels Internationale Wielerweek 4e etappe: Alexis Guérin Bergklassement: Alexis Guérin Ronde van Sicilië Bergklassement: Alexis Guérin Ronde van Wallonië Puntenklassement: Johan Meens Ronde van Istanbul 3e etappe: Davide Persico |

Bingoal Pauwels Sauces WB · Bolton Equities Black Spoke · Burgos-BH · Caja Rural-Seguros RGA · EOLO-Kometa · Equipo Kern Pharma · Euskaltel-Euskadi · Green Project-Bardiani-CSF-Faizanè  · Human Powered Health · Israel-Premier Tech · Lotto-Dstny · Q36.5 Pro Cycling Team · Team Corratec · Team Flanders-Baloise · Team Novo Nordisk · Team TotalEnergies · Tudor Pro Cycling Team · Uno-X Pro Cycling Team
Mannen: 2011 · 2012 · 2013 · 2014 · 2015 · 2016 · 2017 · 2018 · 2019 · 2020 · 2021 · 2022 · 2023 · 2024 · 2025